# Nikolai Morozov

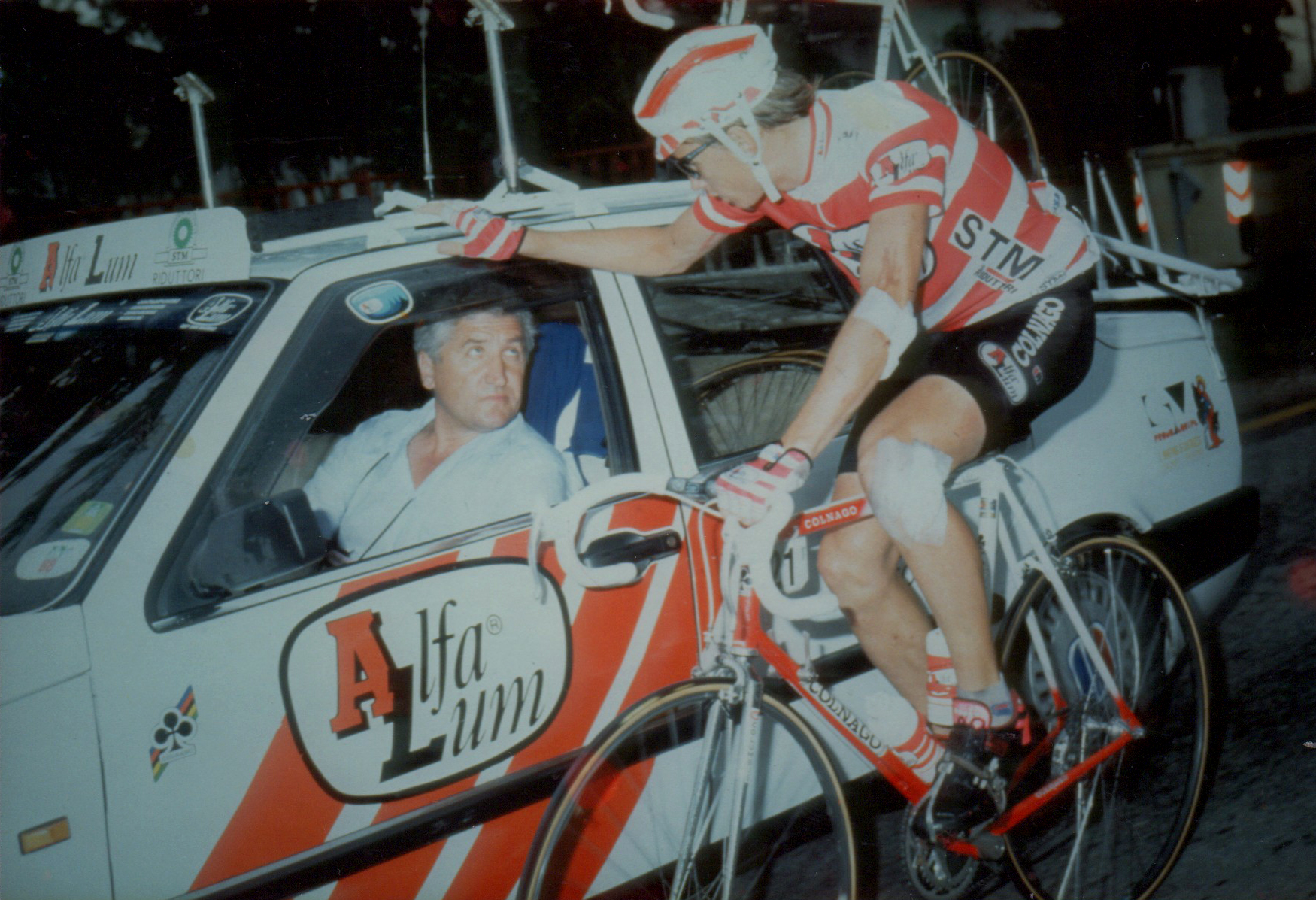
Nikolai em 1989.

Nikolai Petrovich Morozov (Lyubertsy, 25 de agosto de 1916 — 13 de outubro de 1981) foi um futebolista e treinador soviético que atuava como defensor.

## Carreira
Nikolai Morozov comandou o elenco da Seleção Soviética na Copa do Mundo de 1966. 

## Ligações Externas
- Perfil (em inglês)